# 전유상

## 클럽 경력

### 아마추어
전유상은 경신고등학교를 졸업하고 청소년 시절부터 뛰어난 기량을 보여왔다. 제29회 차범근 축구상 대상 수상자로 주목받았다.

### 프로
2024년 전남 드래곤즈 FC에 신인으로 입단하여 K리그2 무대에 데뷔하였다. 2024년 5월 12일 부천 FC 1995와의 경기에서 데뷔전 출전과 함께 데뷔골을 기록하며 주목받았다. 2025시즌을 앞두고 전남 드래곤즈와 재계약을 체결하였다.

## 특징
드리블 능력과 공격적인 성향이 돋보이는 공격형 미드필더이다. 저돌적인 플레이 스타일로 ‘슈퍼루키’라는 별명을 얻었으며, 팬들과 구단 모두의 기대를 받고 있다.

## 통계
- 2024 시즌 K리그2 출전: 1경기, 1골
- 2024 코리아컵 출전: 2경기

## 수상
- 제29회 차범근 축구상 대상

## 참고 자료
- 전남 드래곤즈 공식 SNS – 전유상 선수 재계약 발표
- K리그 공식 뉴스 – 데뷔전 데뷔골 관련 보도
- 굿모닝투데이 – 전유상·유진홍 영입 기사
- 마니아타임즈 – 전남의 신인 유망주 전유상 보도